# Anadirska visoravan
Anadirska visoravan (rus. Анадырское плоскогорье) je visoravan na sjeveroistoku Azije u Čukotskom autonomnom okrugu u Rusiji.
Iz nje izvire rijeka Anadir i njezin pritok Jurumkuvejem.
Duga je oko 400 km i široka 130 km (kod Arktičkog kruga) prevladava visina od 800-1100 m, a najviši vrh je visok 1.116 metara.
Po sastavu je od bazalta, andezita i dacita.
Prevladava sitno grmlje i mahovinasto-lišajska tundra, te kamene sipine. Donji dijelovi padina prekriveni su tundrom krupnog grmlja johe i patuljastog bora, kukovi su zaposjednuti rijetkim šumama ariša, a riječne terase — močvarama. Značajna su područja ispaše sobova.
Najveće jezero na ovoj visoravni je jezero El'gygytgyn (rus. Эльгыгытгын).